# Andrésy
Andrésy è un comune francese di 12 374 abitanti situato nel dipartimento degli Yvelines nella regione dell'Île-de-France.

## Società

### Evoluzione demografica
Abitanti censiti

## Amministrazione

### Gemellaggi
- Haren (Germania) - dal 1988
- Vlagtwedde (Paesi Bassi) - dal 2000
- Oundle (Regno Unito) - dal 2001
- Korgom (Niger) - dal 2001
- Międzyrzec Podlaski (Polonia) - dal 2005